# Luca Everink
Luca Everink (Deventer, 9 februari 2001) is een Nederlands voetballer. Hij maakte in seizoen 2021/22 zijn debuut in de Eredivisie voor FC Twente. In 2023 verruilde Everink FC Twente voor Go Ahead Eagles.

## Loopbaan
Everink, die een Indonesische achtergrond heeft, is afkomstig van amateurclub DSC uit Diepenveen. Sinds zijn elfde speelde hij in de gezamenlijke jeugdopleiding van FC Twente en Heracles Almelo. In de winterstop van seizoen 2019/20 sloot hij in de winterstop aan bij een trainingskamp van de eerste selectie van Twente in Spanje en deed hij mee in een oefenduel. In de voorbereiding op het daaropvolgende seizoen leek hij zich definitief aan te sluiten bij FC Twente, maar door een enkelblessure liep hij deze kans mis en was hij langdurig uitgeschakeld.
In de aanloop naar seizoen 2021/22 werd Everink opnieuw bij de eerste selectie gevoegd. Ondanks dat hij nog niet formeel onder contract stond van de club, maakte hij op 28 augustus 2021 met een invalbeurt zijn debuut voor Twente in een met 2-0 verloren wedstrijd tegen SC Cambuur. In september 2021 tekende hij een eenjarig contract bij de Enschedese club, met een optie voor nog een jaar. De optie werd in maart 2022 gelicht.
Omdat een doorbraak uitbleef, werd de verbintenis tussen FC Twente en Everink eind januari 2023 ontbonden. Hij tekende een driejarig contract vanaf seizoen 2023/24 bij Go Ahead Eagles. Het restant van seizoen 2022/23 sloot hij aan bij eerstedivisionist TOP Oss. Bij deze ploeg kwam hij tot vier wedstrijden.

## Clubstatistieken
| Seizoen | Club            | Competitie     | Competitie | Competitie | Beker | Beker | Internationaal | Internationaal | Overig | Overig | Totaal | Totaal |
| Seizoen | Club            | Competitie     | Wed.       | Dlp.       | Wed.  | Dlp.  | Wed.           | Dlp.           | Wed.   | Dlp.   | Wed.   | Dlp.   |
| ------- | --------------- | -------------- | ---------- | ---------- | ----- | ----- | -------------- | -------------- | ------ | ------ | ------ | ------ |
| 2021/22 | FC Twente       | Eredivisie     | 4          | 0          | 0     | 0     | —              | —              | 0      | 0      | 4      | 0      |
| 2022/23 | FC Twente       | Eredivisie     | 3          | 0          | 0     | 0     | 0              | 0              | 0      | 0      | 3      | 0      |
| 2022/23 | TOP Oss         | Eerste divisie | 4          | 0          | 0     | 0     | –              | –              | 0      | 0      | 4      | 0      |
| 2023/24 | Go Ahead Eagles | Eredivisie     | 0          | 0          | 0     | 0     | –              | –              | 0      | 0      | 0      | 0      |
| Totaal  | Totaal          | Totaal         | 11         | 0          | 0     | 0     | 0              | 0              | 0      | 0      | 11     | 0      |

Bijgewerkt t/m 9 juni 2023

## Erelijst

### Go Ahead Eagles
KNVB Beker:
- Winnaar (1): 2024/25